# صلح و انقلاب (فیلم ۱۹۹۱)
صلح و انقلاب 
(به تلوگویی: Shanti Kranti) فیلمی محصول سال ۱۹۹۱ و به کارگردانی وی. راویچاندران است. در این فیلم بازیگرانی همچون آکینی ناگرجونا، وی. راویچاندران، جوهی چاولا، خوشبو ساندار، بابو آنتونی و چاروهاسان ایفای نقش کرده‌اند.